# Valmet Nr II
Valmet Nr II — финский шестиосный сочленённый трамвайный вагон. Разработан компанией Valmet. Выпускался на Valtion lentokonetehdas с 1983 по 1987 год. В период с 2006 по 2011 год все трамваи Nr II были модернизированы до модели Valmet Nr II+.
Трамвайные вагоны Valmet Nr II+ используются только в городе Хельсинки.

## История
Серия Nr II является дальнейшим развитием серии Nr I. Трамвайные вагоны этих серий имеют практически одинаковые интерьер и экстерьер.
Первые 3 вагона поступили в Хельсинки в 1983 году. В 1984 и 1985 поступило по 11 вагонов, в 1986 — 10 вагонов, в 1987 — 7 вагонов. В период с 1996 по 2005 год все трамваи данной модели были модернизированы: обновлено оборудование, изменена планировка салона, заменены сидения, установлены автоинформаторы.
21 июля 2003 года на перекрёстке проспекта Маннергейма и Алексантеринкату из-за превышения скорости трамвайный вагон Nr II сошёл с рельс и совершил наезд на мотоциклиста, который впоследствии скончался. В ходе расследования выяснилось, что незадолго до ДТП водитель трамвая потерял сознание из-за повышенной температуры воздуха в кабине. Транспортное управление региона Хельсинки (HSL) приняло решение изменить лобовую часть трамваев Nr II. Лобовое стекло было уменьшено, а над ним был установлен блок с маршрутоуказателем и кондиционером. По такой схеме были модернизированы вагоны № 72, 95 и 109.
В период с 2004 по 2007 год все вагоны этой модели были оборудованы электронными маршрутоуказателями.
В 2006 году к вагону № 80 была добавлена низкопольная средняя секция длиной 6,5 метра, изготовленной Verkehrs Industrie Systeme GmbH. Вагон получил название Valmet Nr II+. Восьмиосный Nr II+ вмещал на 30 пассажиров больше, чем Nr II. Из-за увеличения массы вагона мощность тяговых электродвигателей была увеличена на 20 %. Модификация была признана удачной и до 2011 года ко всем вагонам Nr II была добавлена средняя секция (таким образом все вагоны Nr II сменили модель на Nr II+).

## Схемы окраски
Первые трамваи данной модели были окрашены в оранжево-серую цветовую схему. В 1986 году HSL приняло решение сменить схему окраски, и вагоны начиная с № 104 вагоны окрашивали в традиционную жёлто-зелёную схему транспортного управления. К 1995 году все оранжево-серые вагоны были перекрашены.

## Галерея

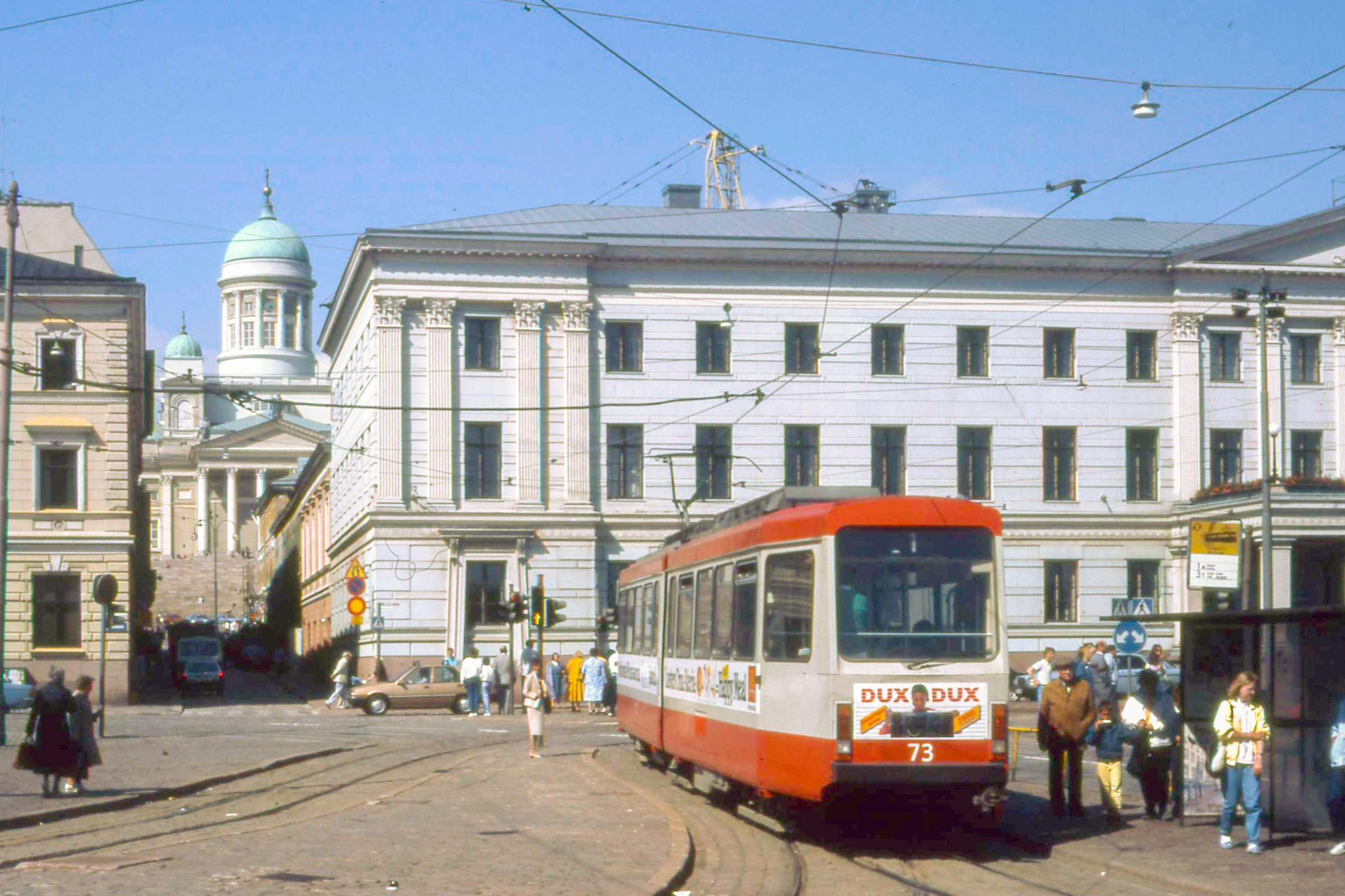
Первоначальная схема окраски
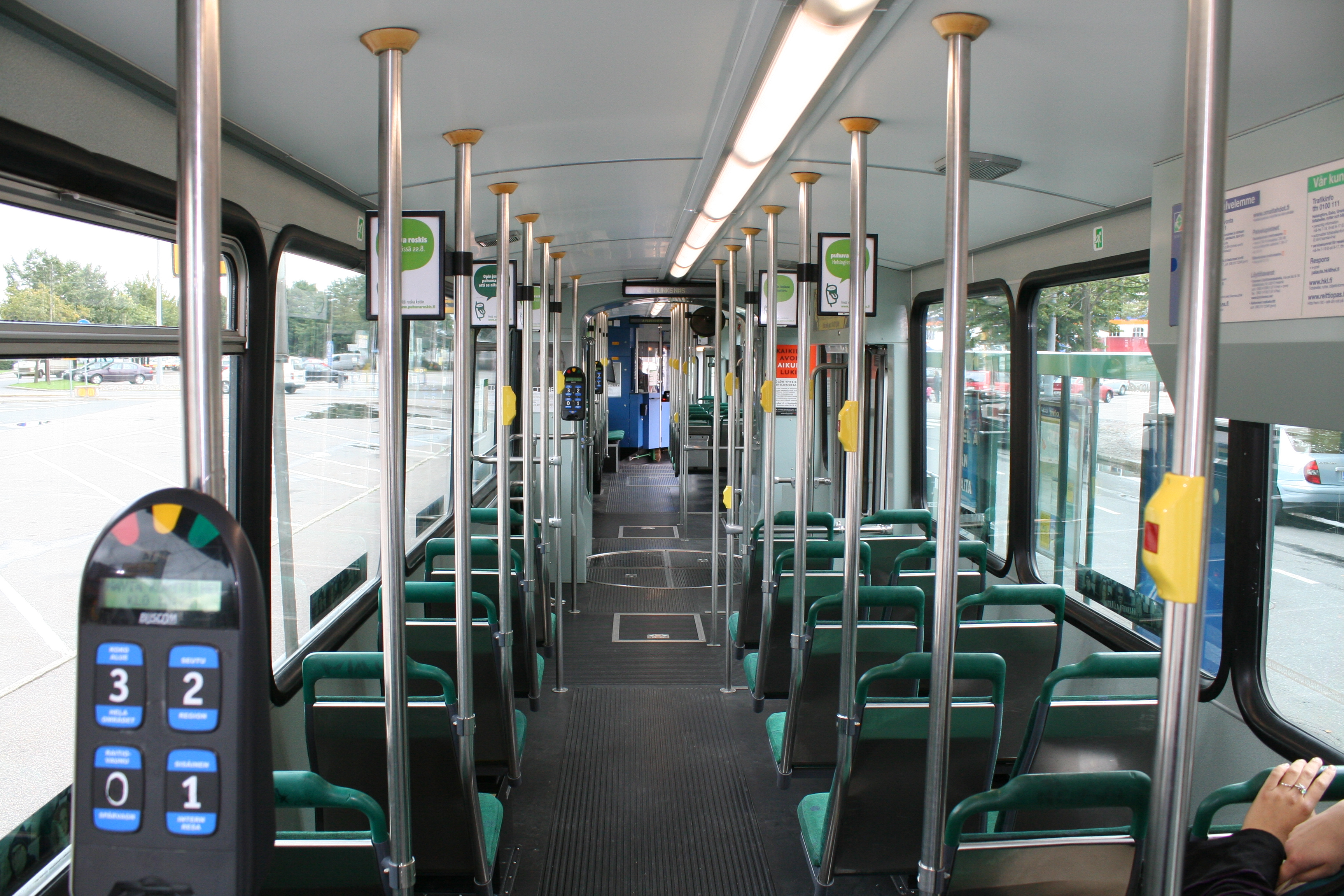
Салон вагона Nr II после модернизации
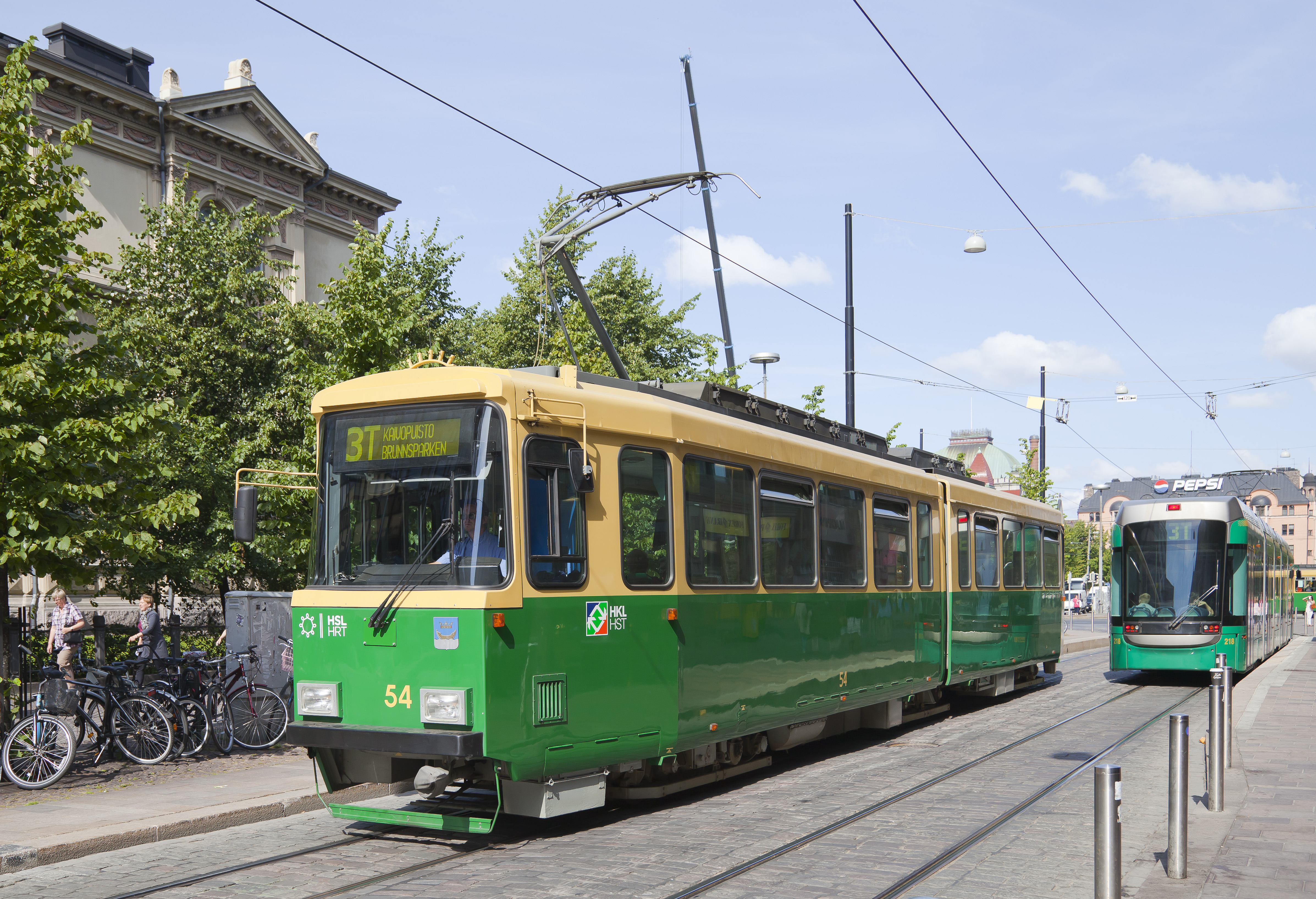
Вагон без кондиционера в кабине
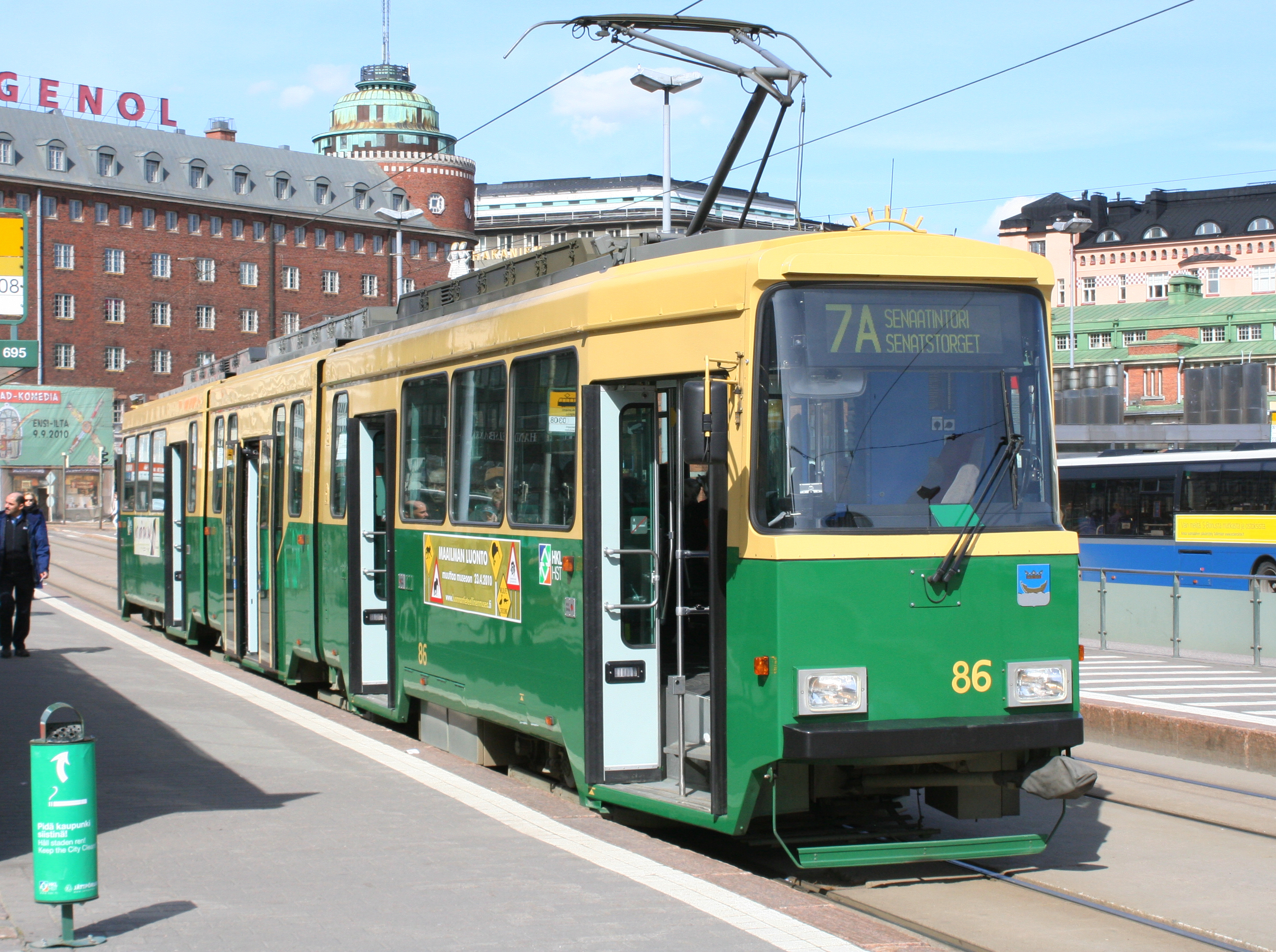
Вагон Valmet Nr II+
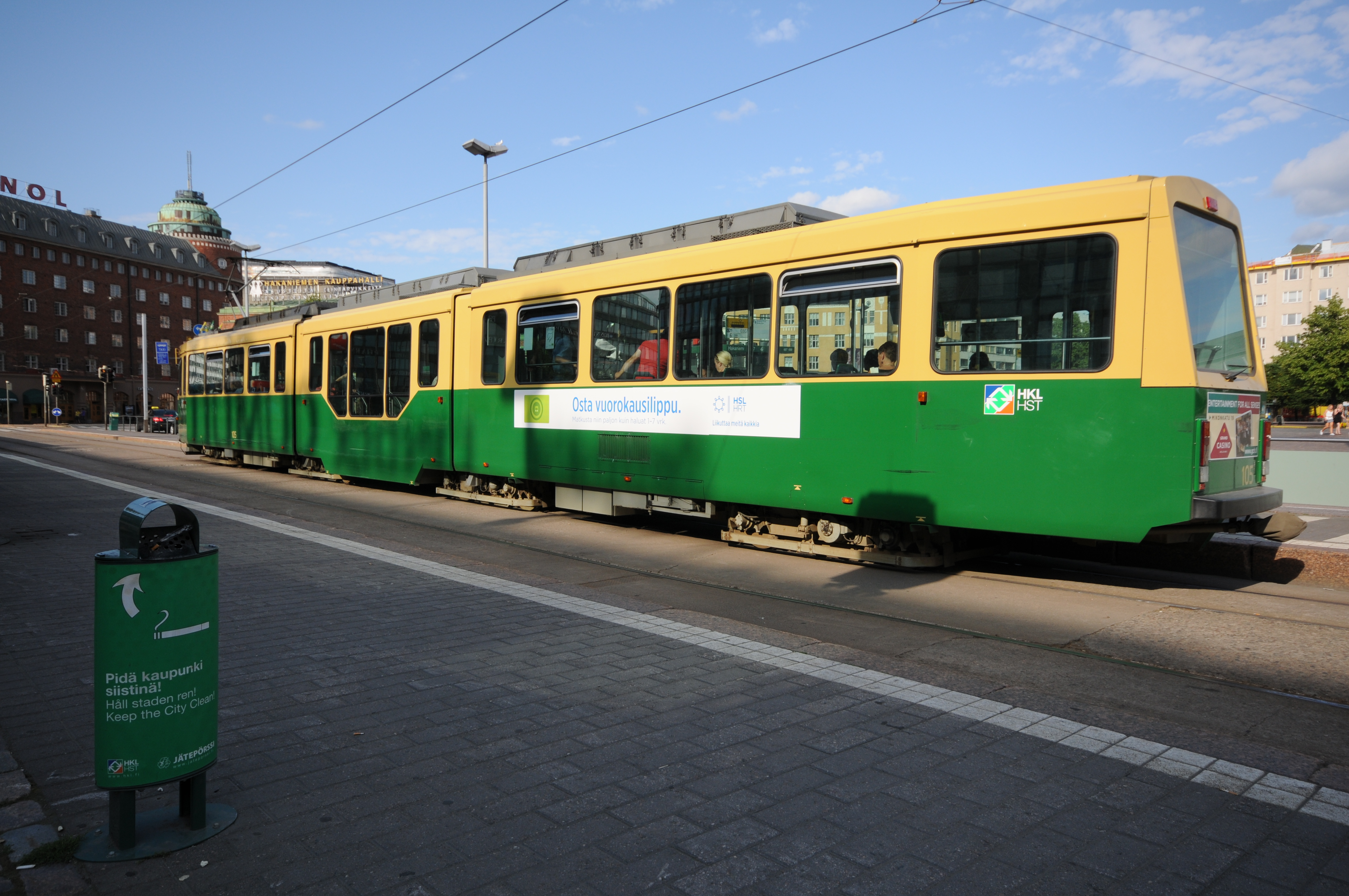